# Morrison Hotel (Chicago)
Le Morrison Hotel était un gratte-ciel de 160 mètres situé à Chicago. 
Il a été construit en 1925 pour être démoli en 1965 pour laisser place à la Chase Tower. Ce fut le premier bâtiment à dépasser 40 étages en dehors de New York ; à sa destruction, ce fut également le plus haut bâtiment jamais démoli.